# Connigis
Connigis és un municipi francès situat al departament de l'Aisne i a la regió dels Alts de França. L'any 2007 tenia 312 habitants.

## Demografia

### Població
El 2007 la població de fet de Connigis era de 312 persones. Hi havia 116 famílies de les quals 24 eren unipersonals (4 homes vivint sols i 20 dones vivint soles), 40 parelles sense fills, 48 parelles amb fills i 4 famílies monoparentals amb fills.
La població ha evolucionat segons el següent gràfic:
Habitants censats

### Habitatges
El 2007 hi havia 141 habitatges, 118 eren l'habitatge principal de la família, 11 eren segones residències i 12 estaven desocupats. 133 eren cases i 7 eren apartaments. Dels 118 habitatges principals, 102 estaven ocupats pels seus propietaris, 8 estaven llogats i ocupats pels llogaters i 8 estaven cedits a títol gratuït; 2 tenien una cambra, 7 en tenien dues, 13 en tenien tres, 39 en tenien quatre i 57 en tenien cinc o més. 84 habitatges disposaven pel capbaix d'una plaça de pàrquing. A 50 habitatges hi havia un automòbil i a 59 n'hi havia dos o més.

### Piràmide de població
La piràmide de població per edats i sexe el 2009 era:
| Homes | Edats   | Dones |
| ----- | ------- | ----- |
| 0     | 95 o +  | 0     |
| 0     | 90 a 94 | 0     |
| 0     | 85 a 89 | 0     |
| 0     | 80 a 84 | 4     |
| 4     | 75 a 79 | 0     |
| 0     | 70 a 74 | 12    |
| 12    | 65 a 69 | 8     |
| 12    | 60 a 64 | 8     |
| 4     | 55 a 59 | 0     |
| 4     | 50 a 54 | 8     |
| 12    | 45 a 49 | 12    |
| 8     | 40 a 44 | 12    |
| 8     | 35 a 39 | 4     |
| 4     | 30 a 34 | 12    |
| 16    | 25 a 29 | 16    |
| 12    | 20 a 24 | 8     |
| 0     | 15 a 19 | 4     |
| 8     | 10 a 14 | 0     |
| 8     | 5 a 9   | 12    |
| 4     | 0 a 4   | 16    |

## Economia
El 2007 la població en edat de treballar era de 210 persones, 168 eren actives i 42 eren inactives. De les 168 persones actives 148 estaven ocupades (75 homes i 73 dones) i 20 estaven aturades (10 homes i 10 dones). De les 42 persones inactives 17 estaven jubilades, 13 estaven estudiant i 12 estaven classificades com a «altres inactius».

### Ingressos
El 2009 a Connigis hi havia 114 unitats fiscals que integraven 316 persones, la mediana anual d'ingressos fiscals per persona era de 17.341 €.

### Activitats econòmiques
Dels 4 establiments que hi havia el 2007, 1 era d'una empresa de fabricació d'altres productes industrials, 1 d'una empresa de construcció, 1 d'una empresa d'informació i comunicació i 1 d'una empresa de serveis.
Dels 2 establiments de servei als particulars que hi havia el 2009, 1 era un paleta i 1 empresa de construcció.
L'any 2000 a Connigis hi havia 7 explotacions agrícoles.

## Equipaments sanitaris i escolars
El 2009 hi havia una escola elemental integrada dins d'un grup escolar amb les comunes properes formant una escola dispersa.

## Poblacions més properes
El següent diagrama mostra les poblacions més properes.